# Витамин B2
Витамин В2, известен още като рибофлавин, е водоразтворим витамин, един от най-важните витамини, коензим при много биохимични процеси.
Рибофлавинът представлява жълтооранжеви кристали. Има горчив вкус. Съдържа се в зърнени храни, бирена и хлебна мая, ядки, черен дроб, месо, яйца и мляко.
Рибофлавинът (Riboflavin или Riboflavin-5'-phosphate) се влага в хранителни продукти като хранителна добавка E101 (оцветител в жълто), използва се и за обогатяване на някои храни с витамин B2. 